# تداخل‌سنج ریلی

نور همدوسی از میان دو لوله حاوی گازهایی با ضریب شکست متفاوت عبور می‌کند، سپس تصویر آن‌ها توسط عدسی در صفحه‌ی انتهایی تشکیل می‌شود.

تداخل‌سنج ریلی از دو باریکه نوری ایجاد شده از یک منبع نور استفاده می‌کند و تفاوت طول مسیر نوری بین دو مسیر را با استفاده از تداخل بین دو پرتو هنگام بازسازی پس از گذر از مسیرها تعیین می‌نماید. مثالی در شکل نشان داده شده است.  نور از یک منبع توسط یک عدسی جمع می‌شود و با استفاده از شکاف‌ها به دو باریکه تقسیم می شود. باریکه‌ها از طریق دو مسیر مختلف ارسال می‌شوند و از میان صفحات جبران کننده عبور می‌کنند. آنها توسط عدسی دوم در جایی متمرکز شده که در آن یک الگوی تداخل مشاهده می‌شود، تا اختلاف مسیر نوری از نظر طول موج نور را در آن محل تعیین کنند. 

## مزایا و معایب
مزیت تداخل سنج ریلی، ساخت ساده آن است. اشکالاتی که در این زمینه وجود دارد: (الف) برای دید بهتر شیارهای تداخلی نیاز به یک منبع نور نقطه‌ای یا منبع نور خطی دارد، و (ب) شیارها باید با بزرگنمایی زیاد مشاهده شوند. 

## یادداشت
1. ↑  
(Busch و Busch 1990)
2. ↑  (Hariharan 2007)